# Compsaditha fiebrigi
Compsaditha fiebrigi är en spindeldjursart som först beskrevs av Beier 1931.  Compsaditha fiebrigi ingår i släktet Compsaditha och familjen Tridenchthoniidae. Inga underarter finns listade i Catalogue of Life.